# Mikoła Szylahowicz
Mikoła Szylahowicz (biał. Мікола Шыляговіч lub Шэляговіч; ur. 21 lipca 1956 w rejonie drohiczyńskim) – białoruski działacz społeczny i kulturalny na Polesiu, założyciel stowarzyszenia "Полісьсе", zwolennik autonomii obwodu brzeskiego w ramach państwa białoruskiego. 

## Życiorys
Kulturą i tradycjami Polesia zaczął się interesować już podczas studiowania filologii na Białoruskim Uniwersytecie Państwowym. W młodości pisał wiersze w języku poleskim. W 1982 opublikował w piśmie "Hołas Radzimy" artykuł "Głos dawnych Bałtów", w którym wskazywał na związki historyczne i etniczne między Jaćwingami a współczesnymi mieszkańcami Polesia. Tworzą oni w jego opinii odrębny od Białorusinów naród. Za swe poglądy był prześladowany przez KGB i zwolniony z pracy. 
14 kwietnia 1988 powołał do życia Towarzystwo Społeczno–Kulturalne "Poliśsie", które opowiadało się za odrodzeniem języka zachodniopoleskiego oraz uznaniem Poleszuków za odrębny etnos. W dziedzinie politycznej stowarzyszenie proponowało stworzenie federacji białorusko-poleskiej, względnie powstanie autonomicznego Polesia w ramach niepodległej Białorusi. Początkowo Szylahowicz był członkiem Białoruskiego Frontu Narodowego, jednak później jego działalność spotkała się z ostrą krytyką białoruskich nacjonalistów, m.in. Niła Hilewicza. Zarzucano mu rozbijanie integralności terytorialnej Białorusi oraz działanie z ispiracji służb radzieckich. 
W 1988 "Czyrwona Zmiena" udostępniła swe łamy dla drukowania pisma "Балесы Полісься", które od 1989 wychodziło jako niezależna gazeta wydawana w języku poleskim, publikując teksty o charakterze krajoznawczym, historycznym i kulturowym oraz komunikaty stowarzyszenia "Полісьсе". W tym samym roku rozpoczęto wydawanie pisma "Збудінне", będącego oficjalnym organem Rady Inicjatywnej Związku na Rzecz Odrodzenia Jaćwieży.
Był założycielem i przewodniczącym Partii wszystkie białoruskiej jedności i zgody. Nieco później został usunięty z tego stanowiska przez Dmitry Bulakhov.
Po odejściu z polityki, gdyż od połowy 90. do chwili obecnej pracuje w gospodarstwie "SHELENG GRUPA», od kwietnia 2008 - Wiceprzewodniczący Rady Dyrektorów Unii «Rosyjski systemy automatyki».